# Postitalo
Postitalo est l'ancien comptoir principal des Postes et télécommunicationssitué dans le district de Vironniemi au centre d'Helsinki.

## Description
Ce bâtiment en briques jaunes de style fonctionnaliste a été conçu par Kaarlo Borg, Jorma Järvi et Erik Lindroos (fi) et construit en 1938.
De nos jours, on y trouve entre autres le Bureau de poste numéro 10 d'Helsinki, une cafétéria, un centre médical, la Poste restante et la société Hansel Oy. 
La Bibliothèque municipale d'Helsinki y a ouvert en 2005 la bibliothèque 10 (fi) spécialisée en musique et informatique.
L'ancienne salle des postes est un site protégé, elle a été restaurée en 2002.
Au XIXe siècle, il y a à cet endroit une usine à gaz qui sera transférée à Sörnäinen.